# Forūdgāh-e Qal‘eh Morghī
Forūdgāh-e Qal‘eh Morghī (persiska: فُرودگاهِ قَلعِه مُرگی, فرودگاه قلعه مرغی, Forūdgāh-e Qal‘eh Morgī) är en flygplats i Iran.   Den ligger i provinsen Teheran, i den norra delen av landet, i huvudstaden Teheran. Forūdgāh-e Qal‘eh Morghī ligger 1 104 meter över havet.
Terrängen runt Forūdgāh-e Qal‘eh Morghī är huvudsakligen platt, men norrut är den kuperad. Terrängen runt Forūdgāh-e Qal‘eh Morghī sluttar söderut.Runt Forūdgāh-e Qal‘eh Morghī är det tätbefolkat, med 397 invånare per kvadratkilometer. Närmaste större samhälle är Teheran, 6,6 km nordost om Forūdgāh-e Qal‘eh Morghī. Runt Forūdgāh-e Qal‘eh Morghī är det i huvudsak tätbebyggt.